# Ібрагімов Султан-Ахмед Магомедсаліхович
Султа́н-Ахме́д Магомедсали́хович Ібрагі́мов  (*8 березня 1975, Каспійськ, Дагестан) — російський боксер, чемпіон світу за версією WBO (2007—2008) у важкій вазі, призер Олімпійських ігор, чемпіонатів світу та Європи серед аматорів.

## Аматорська кар'єра
Народився у Каспійську (Дагестан). Зайнявся боксом в 17 років після переїзду до Ростова-на-Дону, де вступив у фінансовий технікум.
До 2002 року боксував серед аматорів. У 1999-му став володарем титулу чемпіона Росії.
На чемпіонаті Європи 2000 завоював срібну медаль.
- В 1/8 фіналу переміг Приміслава Димовського (Північна Македонія) — 8-3
- У чвертьфіналі переміг Олександра Яценко (Україна) — AB 3
- У півфіналі переміг Андреаса Густавсона (Швеція) — 10-3
- У фіналі програв Джексону Шане (Франція) — DQ 4

На Олімпійських іграх 2000 завоював срібну медаль.
- В 1/8 фіналу переміг Пауга Лалау (Самоа) — RSC
- У чвертьфіналі переміг Джексона Шане (Франція) — 18-13
- У півфіналі переміг Володимира Чантурія (Грузія) — 19-4
- У фіналі програв Феліксу Савону (Куба) — 13-21

На чемпіонаті світу 2001 завоював бронзову медаль.
- В 1/16 фіналу переміг Стівена Рейнольдса (Ірландія) — RSCH 2
- В 1/8 фіналу переміг Едсона Клааса (Бразилія) — KO 2
- У чвертьфіналі переміг Кубрата Пулева (Болгарія) — 15-12
- У півфіналі програв Одланьєру Соліс Фонте (Куба) — 13-23

## Професіональна кар'єра
У 2002-му переїхав до США і почав виступати на професійному рингу. Весь цей час його менеджером залишався Борис Грінберг. За даними деяких джерел, далеко не останню роль у просуванні російського боксера зіграв один з найбагатших людей Росії, власник компанії «Нафта-Москва», депутат Держдуми і теж, як і Ібрагімов, виходець з Дагестану Сулейман Керімов.
В Америці Ібрагімов відразу привернув пильну увагу фахівців і шанувальників боксу. Агресивна манера ведення бою, нокаутуючий удар з обох рук, абсолютна відсутність боязкості перед будь-яким суперником досить швидко зробили його популярним серед заокеанської аудиторії. За час роботи в США «російський мисливець» (таке визначення його манері бою дала місцева публіка) відмінно засвоїв ази американської професійної школи, зміцнів фізично, додав у вазі понад 10 кг (відповідно до місцевих канонів, величезну роль грає атлетична підготовка боксера).
Фахівці особливістю Султана Ібрагімова, характерним проявом таланту називали тонке відчуття боксу, уміння правильно оцінити противника і нав'язати йому свій «хід» бою.
2 червня 2007 року в Атлантик-Сіті в 12-раундовій сутичці переміг американця Шеннона Бріґґса і став новим чемпіоном світу у важкій вазі за версією WBO.
13 жовтня того ж року захистив чемпіонський титул в поєдинку з легендою світового боксу, вже постарілим, але як і раніше відчайдушним ексчемпіоном світу Евандером Холіфілдом.
23 лютого 2008 року на арені нью-йоркського «Madison Square Garden» Султану Ібрагімову випало боксувати з українцем Володимиром Кличком, чинним чемпіоном за версіями IBF і IBO. Цей бій для обох боксерів виявився знаковим, тому що переможець мав вийти з нього володарем відразу трьох чемпіонських поясів. Останній раз аналогічний об'єднавчий супер-поєдинок відбувся 2000 року.
Після закінчення переговорів зі штабом Кличко Ібрагімов заявив: „Володимир, як вважають багато хто, є найкращим бійцем хевівейту у світі. Тому я, дотримуючись принципу «аби бути найкращим бійцем треба перемагати найкращих бійців», з нетерпінням чекаю можливості вийти проти нього в ринг. І найважливіше, щоб переможець мав право зберегти в своїх руках завойовані титули, а також отримав можливість і далі провести об'єднавчі поєдинки“.
Після перемоги над українцем Ібрагімов планував зустрітися з переможцем бою за титул чемпіона світу WBC між Олегом Маскаєвим (Росія) і Семюелом Пітером (Нігерія). Проте поєдинок з Кличком після дванадцяти раундів закінчився для нього втратою чемпіонського поясу.
Всього на профі-рингу провів 24 бої. У 22-х здобував перемоги (17 нокаутів), а в липні 2006 його поєдинок з американцем Реєм Остіном завершився внічию. Поразка від Кличка стала першою у професійній кар'єрі Ібрагімова. Також цей бій став останнім на професійному ринзі. 2009 року Султан Ібрагімов оголосив про завершення кар'єри боксера, але не виключав свого повернення на професійний ринг.

## Цікаві факти
Ібрагімов жодного разу не був нокаутований. Це робить його одним із п’яти чемпіонів у важкій вазі, поряд з Джином Тані, Роккі Марчіано, Ріддіком Боуї і Миколою Валуєвим, які завершили кар’єру, не зазнавши жодної дострокової поразки в матчі.